# Старотырышкино
Старотыры́шкино — село в Смоленском районе Алтайского края, входит в состав Ануйского сельсовета.

## География
Расположено на правом берегу реки Ануй в 26 км западнее села Смоленского, в 6 км севернее села Ануйского.

## История
Одно из старейших сёл Смоленского района. Основано предположительно в 1744 году крестьянами Казанцевыми и Тырышкиными, от последних населённый пункт получил своё название — Тырышкина.
С 1822 года, когда на берегу реки Песчаной было учтено крестьянское поселение, названное Новотырышкино, деревня Тырышкина получила название Старотырышкино. После отмены крепостного права в 1861 году Старотырышкино стало расти за счёт крестьян-переселенцев из европейской части России. К концу XIX века население села возросло до полутора тысяч человек, в селе была построена Никольская церковь и церковно-приходская школа при ней. В 1906 году была учреждена Старотырышкинская волость, включённая в 1924 году в состав новообразованного Смоленского района. В 1926 году в Старотырышкино проживало 3515 человек.
Во время Великой Отечественной войны около пятисот жителей Старотырышкино были призваны в ряды Красной армии, 230 из них не вернулись с войны.

## Транспорт
Старотырышкино расположено на автодороге Ануйское — Быстрый Исток и связано ежедневным автобусным сообщением с городом Бийском и селом Смоленским.

## Население
| 1926 | 1997 | 1998 | 1999 | 2000 | 2001 |
| ---- | ---- | ---- | ---- | ---- | ---- |
| 3515 | ↘374 | ↗377 | ↘360 | ↗383 | ↘379 |
| 2002 | 2003 | 2004 | 2005 | 2006 | 2007 |
| ↗394 | ↗398 | →398 | ↘388 | ↘375 | ↗378 |
| 2008 | 2009 | 2010 | 2011 | 2012 | 2013 |
| ↘373 | ↗377 | ↘267 | ↘266 | ↘252 | ↘247 |

## Известные уроженцы
Коньшаков, Андрей Степанович — Герой Советского Союза.